# Wuwei Handai yijian
Wuwei Handai yijian (chinesisch 武威漢代醫簡 / 武威汉代医简, englisch Wuwei Medical Bamboo Slips of the Han Dynasty – „Medizinische Texte auf Bambus- und Holztäfelchen aus dem Han-Grab in Wuwei“) wird ein bedeutender archäologischer Fund von Bambus- und Holztäfelchen aus der Han-Dynastie bezeichnet, der 1972 aus Gräbern in Hantanpo (旱滩坡), Wuwei, Provinz Gansu, China, ausgegraben wurde. 
Die Textfunde von 92 Bambus- und Holztäfelchen enthalten 36 Rezepte und über 100 Namen von Zutaten. Sie stammen aus der frühen Zeit der Östlichen Han-Dynastie.
Damit sind sie 150 Jahre früher zu datieren als Zhang Zhongjings (150–219) Buch Shanghan zabing lun (Abhandlung über durch Kälte verursachte Fieberkrankheiten und verschiedene Krankheiten), für dessen weitere Erforschung es wichtiges Material liefert.